# Let's Swing!
| Recensione | Giudizio |
| ---------- | -------- |
| AllMusic   |          |

Let's Swing! è un album a nome The Budd Johnson Quintet, pubblicato dalla casa discografica Swingville Records nel giugno del 1961.

## Tracce

### LP
Lato A
1. Serenade in Blue – 3:36 (testo: Mack Gordon – musica: Harry Warren)
2. I Only Have Eyes for You – 4:26 (testo: Al Dubin – musica: Harry Warren)
3. Downtown Manhattan – 7:45 (musica: Budd Johnson)
4. Someone to Watch Over Me – 4:43 (testo: Ira Gershwin – musica: George Gershwin)

Lato B
1. Falling in Love with Love – 5:42 (testo: Lorenz Hart – musica: Richard Rodgers)
2. Blues by Budd – 9:56 (musica: Budd Johnson)
3. Uptown Manhattan – 6:24 (musica: Budd Johnson)

## Formazione
The Budd Johnson Quintet
- Budd Johnson – sassofono tenore
- Keg Johnson – trombone
- Tommy Flanagan – piano
- George Duvivier – contrabbasso
- Charlie Persip – batteria

Note aggiuntive
- Esmond Edwards – produttore, supervisione
- Registrazioni effettuate il 2 dicembre 1960 al Van Gelder Studio di Englewood Cliffs, New Jersey
- Rudy Van Gelder – ingegnere delle registrazioni
- Joe Goldberg – note retrocopertina album originale [3] [4]